# Алнашка
Ална́шка (рос. Алнашка) — річка в Алнаському районі Удмуртії, Росія, права притока Тойми.
Довжина річки становить 16 км. Бере початок на Можгинської височини, впадає до Тойми на території села Алнаші.
На річці розташовані сільські населені пункти Сям-Каксі (тут збудовано ставок), Кузілі, Верхні Алнаші, а в гирлі — Алнаші, де через русло зведено 3 автомобільних мости.